# Alimentação avante
Alimentação avante, controle por antecipação, pré-alimentação, alimentação para a frente ou alimentação direta, do inglês feedforward, é um termo que descreve um tipo de sistema que reage a mudanças no seu ambiente, normalmente para manter algum estado desejado do sistema. Um sistema que exiba um comportamento de alimentação avante responde a um distúrbio medido de uma maneira pré-determinada, em contraste com um sistema com realimentação.

## Controle
Esta é uma técnica de controle que pode ser medida, mas não controlada. O distúrbio é medido e passado adiante para o início do loop de controle, assim esta acção correctiva pode ser iniciada com antecedência ao distúrbio tendo um efeito adverso na resposta do sistema.
São necessários muitos pré-requisitos para implementar um esquema de um controle por realimentação avante: o distúrbio deve ser mensurável, o efeito do distúrbio para a saída do sistema deve ser conhecido e o tempo que leva para o distúrbio afectar a saída deve ser maior que o tempo que leva para o controlador por realimentação avante afectar a saída. Se estas condições são conhecidas, a alimentação avante pode ser regulada para ser extremamente eficiente.
O controle por alimentação avante pode responder mais rapidamente para tipos de perturbações conhecidas e mensuráveis, porém não muito com novas perturbações. O controle por alimentação avante manuseia qualquer desvio do comportamento desejado de um sistema, mas exige que a variável controlada(saída) do sistema reaja ao distúrbio a fim de notificar o desvio.
O controle por alimentação avante é exemplificado pela regularização homeostática da batida do coração em resposta ao esforço físico. Ele pode ser comparado à respostas assimiladas de sinais conhecidos. Estes sistemas pode esta presentes em teoria de controle, fisiologia ou computação.

## Redes neurais
Redes neurais com alimentação direta têm seus neurônios organizados em camadas, e só podem ter sinapses de saída com outros neurônios que estejam em camadas posteriores. Se houver conexão com camadas anteriores, as redes são denominadas recorrentes. As perceptrons multicamadas são exemplos de redes neurais clássicas com alimentação direta.